# الحسن الحجام

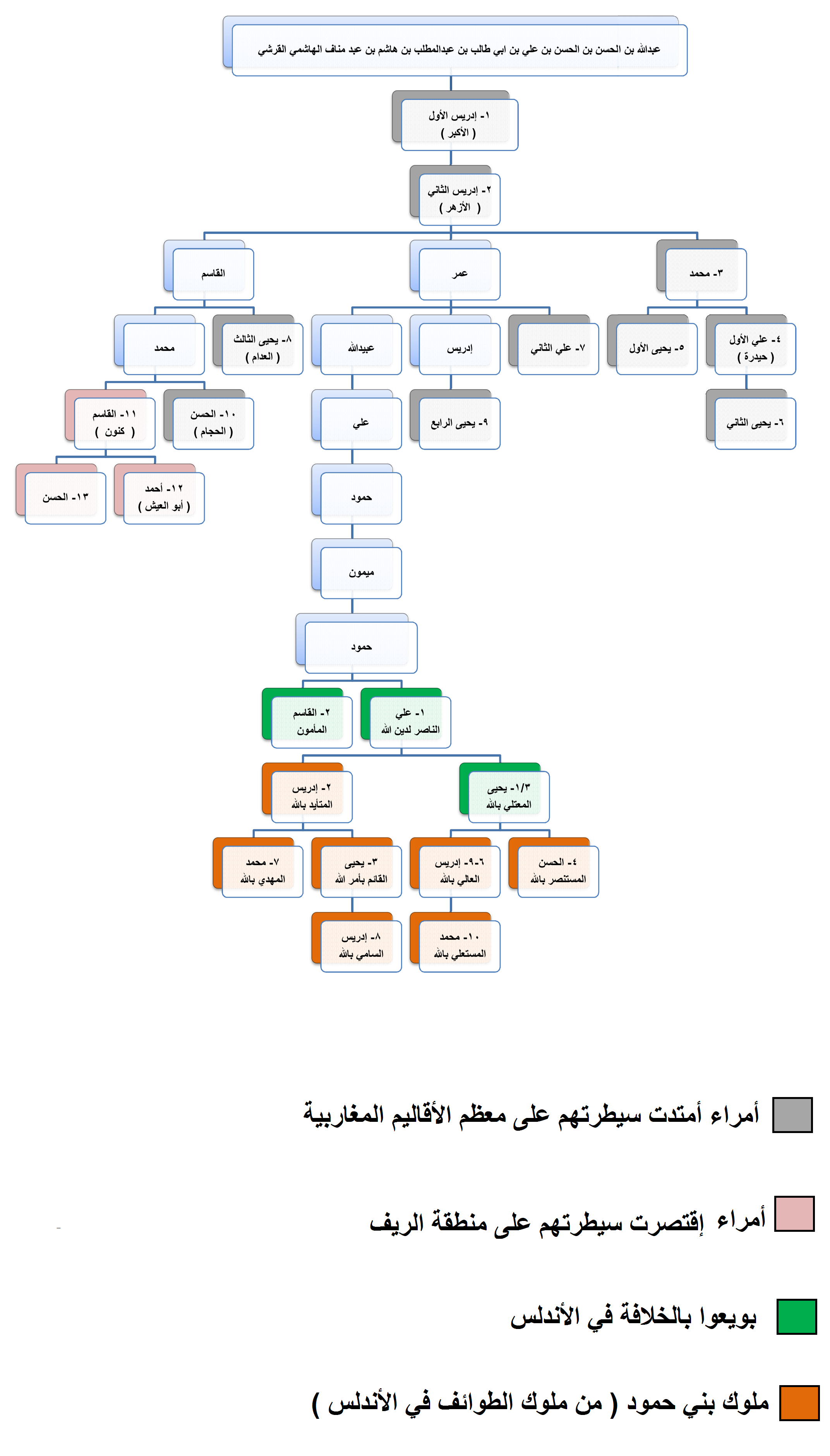
سلالة الادارسة

الحسن بن محمد بن القاسم (المعروف بلقب الحجام) هو الحاكم العاشر للمغرب من سلالة الأدارسة، حكم بين سنتي 905 و922، إلا أن سلطته اقتصرت على العاصمة فاس والمناطق المحيطة بها. استطاع لبعض الوقت أن يستولي على منطقة الريف وشمال المغرب قبل أن يقبض عليه سنة 947 من طرف الأمويين وأقتيد أسيرًا إلى قرطبة وتوفي هناك سنة 985 ليكون أخر الأدارسة.
ينحدر القاسم من فرع صغير من سلالة الأدارسة، حيث كان جده القاسم، الابن الأصغر للحاكم الثاني للسلالة (إدريس الثاني). في عام 922 أو 925 أو 928، ثار ضد نائب الملك الفاطمي في المغرب، موسى بن أبي العافية، واستعاد السيطرة على فاس. بعد عامين، تمكن من هزم ابن أبي العافية، لكن حامد بن حمدان، الحاكم الذي عينه على فاس، خانه وتم سجنه، بينما استسلمت فاس لموسى ابن أبي العافية.  